# Salcedo (Dominikanische Republik)
Salcedo ist die Hauptstadt der Provinz Hermanas Mirabal (Schwestern Mirabal) in der Dominikanischen Republik.

## Geschichte
Bis 1896 hieß Salcedo noch Juana Núñez. Der Name wurde zu Ehren des Unabhängigkeitskämpfers Francisco Antonio Salcedo in den heutigen geändert. In der Zeit um 1900 war die Stadt noch Teil des Bezirks Moca in der Provinz La Vega.
Salcedo ist der Geburtsort der drei Schwestern Mirabal, die den Sturz des Diktators Rafael Trujillo planten und am 25. November 1960 auf der Rückfahrt von Puerto Plata, wo sie ihre inhaftierten Männer besucht hatten, mit ihrem Fahrer von Schergen Trujillos ermordet wurden. Bei Conuco, fünf Kilometer östlich der Stadt, gibt es ein Museum namens Ojo de Agua (dt. Wasser-Auge) zu Ehren der drei Schwestern, welches von der vierten Schwester Bélgica Adela Mirabal eingerichtet wurde.
Seit dem Jahr 1952 ist Salcedo die Hauptstadt der Provinz Hermanas Mirabal, die bis 2007 ebenfalls Salcedo hieß.

## Wirtschaft
Da der Boden um Salcedo sehr fruchtbar ist, spielt die Landwirtschaft wirtschaftlich eine große Rolle. Landwirtschaftliche Erzeugnisse sind in erster Linie Bananen, Kaffee, Yucca und Süßkartoffeln. Es werden aber auch andere Lebensmittel wie Zitrusfrüchte, Kakao und andere Gemüsesorten wie Mais und Kokosnüsse angebaut.

## Söhne und Töchter der Stadt
- Ramón Díaz Peralta (* 1932), Pianist und Musikpädagoge
- Julissa Reynoso (* 1975), US-amerikanische Diplomatin

## Partnerstädte
- Atlanta, Vereinigte Staaten (seit 1996)